# 豪情四海
《豪情四海》（英語：Bugsy）是1991年的美國犯罪電影，由巴瑞·李文森執導。內容講述黑幫巴格西·西格尔與维吉尼亚·希尔之間的關係。華倫·比提、安妮特·贝宁主演。由James Toback編劇，研究資料來自1967年Dean Jennings的著作《We Only Kill Each Other》。

## 情節
一部關於巴格西·西格爾(美國黑手黨首領，在拉斯維加斯有旅館和賭場，後遭刺殺)的影片

## 演員表
- 華倫·比提 飾 巴格西·西格尔
- 安妮特·班寧 飾 维吉尼亚·希尔（英语：Virginia Hill）
- 夏菲·基圖 飾 米奇·柯罕
- 賓·京士利 飾 邁爾·蘭斯基
- 埃利奧特·古爾德 飾 Harry Greenberg（英语：Harry Greenberg）
- 喬·曼帖那（英语：Joe Mantegna） 飾 George Raft（英语：George Raft）
- Bebe Neuwirth（英语：Bebe Neuwirth） 飾 Countess di Frasso
- 比爾·格雷厄姆（英语：Bill Graham (promoter)） 飾 查理·盧西安諾
- Lewis Van Bergen（英语：Lewis Van Bergen） 飾 Joe Adonis（英语：Joe Adonis）
- 溫蒂·菲利浦斯（英语：Wendy Phillips） 飾 Esta Siegel
- Richard C. Sarafian（英语：Richard C. Sarafian） 飾 Jack Dragna（英语：Jack Dragna）
- Giancarlo Scandiuzzi 飾 Count di Frasso

## 外部連結
- 開眼電影網上《豪情四海》的資料（繁體中文）
- 豆瓣电影上《豪情四海》的資料 （简体中文）
- 时光网上《巴格西》的資料（简体中文）
- AllMovie上《豪情四海》的资料（英文）
- 爛番茄上《豪情四海》的資料（英文）
- Box Office Mojo上《豪情四海》的資料（英文）
- TCM电影资料库上《豪情四海》的资料（英文）
- 互联网电影数据库（IMDb）上《豪情四海》的资料（英文）